# کلاوسدورف (مکلنبورگ-فورپومرن)
کلاوسدورف (به آلمانی: Klausdorf) یک شهر در آلمان است که در فرپومرن-روگن واقع شده‌است. کلاوسدورف ۶۷۳ نفر جمعیت دارد.